# خانواده (آلبوم کامیلا کبیو)
خانواده (انگلیسی: Familia) سومین آلبوم استودیویی خواننده-ترانه‌سرای آمریکایی-کوبایی کامیلا کبیو است. این آلبوم در ۸ آوریل ۲۰۲۲ از طریق اپیک رکوردز منتشر شد. کبیو این آلبوم را در سال‌های ۲۰۲۱–۲۰۲۲ و در دنیاگیری کروناویروس به همراه تهیه‌کنندگانی همچون مایک سابف، ریکی رید و چشه آلارا نوشت. این آلبوم از «شادی جمعی آشکار» تأثیر گرفته‌است که کبیو در همه‌گیری کرونا به خانواده خود و ریشه‌های خوانندگان لاتین فکر می‌کرده‌است.